# Dercetina azumai
Dercetina azumai is een keversoort uit de familie bladkevers (Chrysomelidae). De wetenschappelijke naam van de soort werd in 1966 gepubliceerd door Kimoto & Gressitt.